# Namsai (Distrikt)
Der Distrikt Namsai ist ein Distrikt im indischen Bundesstaat Arunachal Pradesh. Sitz der Distriktverwaltung ist Namsai.

## Geschichte
Am 25. November 2014 wurde das Gebiet aus den westlichen Gebieten des Distrikts Lohit geschaffen. Es entstand aus den Circles Chongkham, Lathao (auch Lathaw), Lekang (auch Mahadevpur), Namsai und Piyong (auch Ningroo) des bisherigen Distrikts.

## Geografie
Der Distrikt Namsai liegt im Osten von Arunachal Pradesh an der Grenze zu Assam. Der Distrikt grenzt im Norden und Osten an den Distrikt Lohit, im Süden an den Distrikt Changlang sowie im Westen an Assam. Die Fläche des Distrikts Namsai beträgt 1621 km². Das Gebiet ist fast vollständig von Wald bedeckt und teilweise Bergland. Die wichtigsten Flüsse sind der Siang und der Dering.

## Bevölkerung

### Übersicht
Nach der Volkszählung 2011 hat der Distrikt Namsai 95.950 Einwohner. Bei 59 Einwohnern pro Quadratkilometer ist der Distrikt eher dünn besiedelt. Die Bevölkerungsentwicklung ist typisch für Indien. Zwischen 2001 und 2011 stieg die Einwohnerzahl um 16,8 Prozent. Der Distrikt ist deutlich ländlich geprägt und hat eine durchschnittliche Alphabetisierung. Es gibt keine Dalits (scheduled castes), aber sehr viele Angehörige der anerkannten Stammesgemeinschaften (scheduled tribes).

### Bevölkerungsentwicklung
Wie überall in Indien wächst die Einwohnerzahl im Distrikt Namsai seit Jahrzehnten stark an. Die Circles Chongkham, Lekang (Mahadevpur) und Namsai decken das Gebiet seit 1981 in heutigem Umfang ab. In späteren Jahren entstanden aus Teilen dieser drei Circles die Circles Lathao (auch Lathaw) und Piyong (auch Ningroo). Die Zunahme betrug in den Jahren 2001–2011 rund 17 Prozent (16,79 %). In diesen zehn Jahren nahm die Bevölkerung um rund 13.800 Menschen zu. Die genauen Zahlen verdeutlicht folgende Tabelle:

### Bedeutende Orte
Es gibt im Distrikt mit dem Hauptort Namsai nur eine einzige städtische Siedlung. Deshalb ist der Anteil der städtischen Bevölkerung im Distrikt tief. Denn nur 14.246 der 95.950 Einwohner oder 14,84 % leben in städtischen Gebieten.

## Verwaltung
Der heutige Distrikt ist in die fünf Circles (Kreise) Chongkham, Lathao (auch Lathaw), Lekang (auch Mahadevpur), Namsai und Piyong (auch Ningroo) unterteilt.